# Déjà Vu (Inna)
Déjà Vu is de tweede single van de Roemeense zangeres Inna.
Op 28 november 2009 kwam dit nummer op nummer 30 de Nederlandse Top 40 in, nadat het in week 45 van dat jaar tot Dancesmash van die week bij Radio 538 was benoemd.

## Hitnotering
| "Déjà Vu" in de Nederlandse Top 40 - binnen: 28-11-2009 | "Déjà Vu" in de Nederlandse Top 40 - binnen: 28-11-2009 | "Déjà Vu" in de Nederlandse Top 40 - binnen: 28-11-2009 | "Déjà Vu" in de Nederlandse Top 40 - binnen: 28-11-2009 | "Déjà Vu" in de Nederlandse Top 40 - binnen: 28-11-2009 | "Déjà Vu" in de Nederlandse Top 40 - binnen: 28-11-2009 | "Déjà Vu" in de Nederlandse Top 40 - binnen: 28-11-2009 | "Déjà Vu" in de Nederlandse Top 40 - binnen: 28-11-2009 | "Déjà Vu" in de Nederlandse Top 40 - binnen: 28-11-2009 | "Déjà Vu" in de Nederlandse Top 40 - binnen: 28-11-2009 | "Déjà Vu" in de Nederlandse Top 40 - binnen: 28-11-2009 | "Déjà Vu" in de Nederlandse Top 40 - binnen: 28-11-2009 | "Déjà Vu" in de Nederlandse Top 40 - binnen: 28-11-2009 | "Déjà Vu" in de Nederlandse Top 40 - binnen: 28-11-2009 | "Déjà Vu" in de Nederlandse Top 40 - binnen: 28-11-2009 | "Déjà Vu" in de Nederlandse Top 40 - binnen: 28-11-2009 | "Déjà Vu" in de Nederlandse Top 40 - binnen: 28-11-2009 | "Déjà Vu" in de Nederlandse Top 40 - binnen: 28-11-2009 | "Déjà Vu" in de Nederlandse Top 40 - binnen: 28-11-2009 | "Déjà Vu" in de Nederlandse Top 40 - binnen: 28-11-2009 |
| Week                                                    | 1                                                       | 2                                                       | 3                                                       | 4                                                       | 5                                                       | 6                                                       | 7                                                       | 8                                                       | 9                                                       | 10                                                      | 11                                                      | 12                                                      | 13                                                      | 14                                                      | 15                                                      | 16                                                      | 17                                                      | 18                                                      |                                                         |
| ------------------------------------------------------- | ------------------------------------------------------- | ------------------------------------------------------- | ------------------------------------------------------- | ------------------------------------------------------- | ------------------------------------------------------- | ------------------------------------------------------- | ------------------------------------------------------- | ------------------------------------------------------- | ------------------------------------------------------- | ------------------------------------------------------- | ------------------------------------------------------- | ------------------------------------------------------- | ------------------------------------------------------- | ------------------------------------------------------- | ------------------------------------------------------- | ------------------------------------------------------- | ------------------------------------------------------- | ------------------------------------------------------- | ------------------------------------------------------- |
| Nummer                                                  | 30                                                      | 22                                                      | 15                                                      | 13                                                      | 12                                                      | 9                                                       | 7                                                       | 11                                                      | 9                                                       | 9                                                       | 8                                                       | 8                                                       | 9                                                       | 11                                                      | 13                                                      | 18                                                      | 31                                                      | 39                                                      | uit                                                     |

| "Déjà Vu" in de Nederlandse Single Top 100 binnen: 28-11-2009 | "Déjà Vu" in de Nederlandse Single Top 100 binnen: 28-11-2009 | "Déjà Vu" in de Nederlandse Single Top 100 binnen: 28-11-2009 | "Déjà Vu" in de Nederlandse Single Top 100 binnen: 28-11-2009 | "Déjà Vu" in de Nederlandse Single Top 100 binnen: 28-11-2009 | "Déjà Vu" in de Nederlandse Single Top 100 binnen: 28-11-2009 | "Déjà Vu" in de Nederlandse Single Top 100 binnen: 28-11-2009 | "Déjà Vu" in de Nederlandse Single Top 100 binnen: 28-11-2009 | "Déjà Vu" in de Nederlandse Single Top 100 binnen: 28-11-2009 | "Déjà Vu" in de Nederlandse Single Top 100 binnen: 28-11-2009 | "Déjà Vu" in de Nederlandse Single Top 100 binnen: 28-11-2009 | "Déjà Vu" in de Nederlandse Single Top 100 binnen: 28-11-2009 | "Déjà Vu" in de Nederlandse Single Top 100 binnen: 28-11-2009 | "Déjà Vu" in de Nederlandse Single Top 100 binnen: 28-11-2009 | "Déjà Vu" in de Nederlandse Single Top 100 binnen: 28-11-2009 | "Déjà Vu" in de Nederlandse Single Top 100 binnen: 28-11-2009 | "Déjà Vu" in de Nederlandse Single Top 100 binnen: 28-11-2009 | "Déjà Vu" in de Nederlandse Single Top 100 binnen: 28-11-2009 |
| Week                                                          | 1                                                             | 2                                                             | 3                                                             | 4                                                             | 5                                                             | 6                                                             | 7                                                             | 8                                                             | 9                                                             | 10                                                            | 11                                                            | 12                                                            | 13                                                            | 14                                                            | 15                                                            | 16                                                            |                                                               |
| ------------------------------------------------------------- | ------------------------------------------------------------- | ------------------------------------------------------------- | ------------------------------------------------------------- | ------------------------------------------------------------- | ------------------------------------------------------------- | ------------------------------------------------------------- | ------------------------------------------------------------- | ------------------------------------------------------------- | ------------------------------------------------------------- | ------------------------------------------------------------- | ------------------------------------------------------------- | ------------------------------------------------------------- | ------------------------------------------------------------- | ------------------------------------------------------------- | ------------------------------------------------------------- | ------------------------------------------------------------- | ------------------------------------------------------------- |
| Nummer                                                        | 72                                                            | 14                                                            | 10                                                            | 16                                                            | 22                                                            | 20                                                            | 12                                                            | 9                                                             | 28                                                            | 41                                                            | 33                                                            | 41                                                            | 36                                                            | 46                                                            | 50                                                            | 70                                                            | uit                                                           |

| "Déjà Vu" in de Vlaamse Ultratop 50 - binnen: 13-02-2010 | "Déjà Vu" in de Vlaamse Ultratop 50 - binnen: 13-02-2010 | "Déjà Vu" in de Vlaamse Ultratop 50 - binnen: 13-02-2010 | "Déjà Vu" in de Vlaamse Ultratop 50 - binnen: 13-02-2010 | "Déjà Vu" in de Vlaamse Ultratop 50 - binnen: 13-02-2010 | "Déjà Vu" in de Vlaamse Ultratop 50 - binnen: 13-02-2010 | "Déjà Vu" in de Vlaamse Ultratop 50 - binnen: 13-02-2010 | "Déjà Vu" in de Vlaamse Ultratop 50 - binnen: 13-02-2010 | "Déjà Vu" in de Vlaamse Ultratop 50 - binnen: 13-02-2010 | "Déjà Vu" in de Vlaamse Ultratop 50 - binnen: 13-02-2010 | "Déjà Vu" in de Vlaamse Ultratop 50 - binnen: 13-02-2010 | "Déjà Vu" in de Vlaamse Ultratop 50 - binnen: 13-02-2010 | "Déjà Vu" in de Vlaamse Ultratop 50 - binnen: 13-02-2010 | "Déjà Vu" in de Vlaamse Ultratop 50 - binnen: 13-02-2010 | "Déjà Vu" in de Vlaamse Ultratop 50 - binnen: 13-02-2010 | "Déjà Vu" in de Vlaamse Ultratop 50 - binnen: 13-02-2010 | "Déjà Vu" in de Vlaamse Ultratop 50 - binnen: 13-02-2010 | "Déjà Vu" in de Vlaamse Ultratop 50 - binnen: 13-02-2010 |
| Week                                                     | 1                                                        | 2                                                        | 3                                                        | 4                                                        | 5                                                        | 6                                                        | 7                                                        | 8                                                        | 9                                                        | 10                                                       | 11                                                       | 12                                                       | 13                                                       | 14                                                       | 15                                                       | 16                                                       |                                                          |
| -------------------------------------------------------- | -------------------------------------------------------- | -------------------------------------------------------- | -------------------------------------------------------- | -------------------------------------------------------- | -------------------------------------------------------- | -------------------------------------------------------- | -------------------------------------------------------- | -------------------------------------------------------- | -------------------------------------------------------- | -------------------------------------------------------- | -------------------------------------------------------- | -------------------------------------------------------- | -------------------------------------------------------- | -------------------------------------------------------- | -------------------------------------------------------- | -------------------------------------------------------- | -------------------------------------------------------- |
| Nummer                                                   | 48                                                       | 30                                                       | 19                                                       | 21                                                       | 15                                                       | 16                                                       | 18                                                       | 19                                                       | 23                                                       | 22                                                       | 22                                                       | 31                                                       | 29                                                       | 42                                                       | 36                                                       | 49                                                       | uit                                                      |